# 七塔堡壘

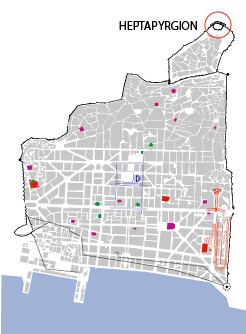
七塔堡壘在塞薩洛尼基的位置

七塔堡壘（希臘語：Επταπύργιο）是希臘城市塞薩洛尼基的一座城堡。直到19世紀末期，七塔堡壘都是塞薩洛尼基的主要堡壘。這座堡壘亦曾作為監獄使用。1970年代開始，該堡壘得到修復，並進行考古發掘。